# ラーデ
ラーデ (ドイツ語: Rhade) は、ドイツ連邦共和国ニーダーザクセン州のローテンブルク（ヴュンメ）郡に属す町村（以下、本項では便宜上「町」と記述する）で、ザムトゲマインデ・ゼルジンゲンを構成する町村の一つである。

## 地理

### 自治体の構成
この町はラーデ地区のラーデライシュテット地区の2つの集落からなる。両者は1974年の市町村再編まではそれぞれ独立した町村であった。

## 行政

### 議会
この町の議会は、町長を含め11議席からなる。

### 首長
この町の首長は、2006年9月10日の選挙でト町長に選出されたマルコ・モールマンである。

### 紋章
この町の紋章は、青地に3つの銀の球が、上に2つ、下に1つの配置で描かれている。

## 文化と見所

### 博物館
- 郷土博物館「ハイマートシュトゥーベ」（郷土室）はアルターシュールヴェク通りの幼稚園内にある。

### スポーツ
この町にあるTSVラーデe.V. には多彩な余暇スポーツ、競技スポーツの部門がある。また、ラーデライシュテット射撃クラブやラーデ乗馬クラブも活動している。

### 年中行事
- 第2アドヴェントに学校内で開催されるクリスマス市
- 11月の第1土曜日に開催されるTSVラーデの伝統的な冬の舞踏会

## 経済と社会資本
学校、教会（プロテスタント・ルター派の聖ガルス教会）の他多くの社会資本（医院、薬局、商店、ガソリンスタンド）を有するラーデの町は、近隣集落ハンシュテット、グリンシュテット、ラーデライシュテット、オステライシュテットやその他の小集落の中心的役割を担っている。

### 教育
- 基礎課程学校 1校

## 引用
1. ↑  Landesamt für Statistik Niedersachsen, LSN-Online Regionaldatenbank, Tabelle A100001G: Fortschreibung des Bevölkerungsstandes, Stand 31. Dezember 2023